# بوب بالابان
بوب بالابان (بالإنجليزية: Bob Balaban)‏ مواليد 16 أغسطس 1945 في شيكاغو، إلينوي، الولايات المتحدة، هو ممثل أمريكي بدأ مسيرته الفنية عام 1965.

## الأعمال
- لقاءات قريبة من النوع الثالث
- بوب روبرتس
- ذا توكسيدو
- كابوت
- مملكة بزوغ القمر
- رجال الآثار

## روابط خارجية
- بوب بالابان على موقع IMDb (الإنجليزية)
- بوب بالابان على موقع قاعدة بيانات الأفلام العربية
- بوب بالابان على موقع ألو سيني (الفرنسية)
- بوب بالابان على موقع ميوزك برينز (الإنجليزية)
- بوب بالابان على موقع أول موفي (الإنجليزية)
- بوب بالابان على موقع قاعدة بيانات برودواي على الإنترنت (الإنجليزية)
- بوب بالابان على موقع قاعدة بيانات الأفلام السويدية (السويدية)
- بوب بالابان على موقع إن إن دي بي (الإنجليزية)
- بوب بالابان على موقع ديسكوغز (الإنجليزية)
- بوب بالابان على موقع قاعدة بيانات الفيلم (الإنجليزية)